# Chevrolet Lumina 1995
Chevrolet Lumina — среднеразмерный автомобиль, выпускавшийся подразделением Chevrolet компании General Motors с 7 апреля 1994 по 26 апреля 2001 года. 

## История
Разработка автомобиля Chevrolet Lumina второго поколения началась в 1989 году под руководством главного инженера Нормы Шоллера. Запуск планировался в 1992 году. К 1991 году был утверждён окончательный дизайн кузова.
Разработка отняла больше времени, чем планировалось, что задержало запуск производства на 18 месяцев. Доработанный вариант Lumina был представлен в январе 1994 года на автосалоне в Лос-Анджелесе, а сборка началась 7 апреля 1994 года. В отличие от предыдущего поколения, модель получила округлый кузов, увеличивший габариты, и обновлённый интерьер. Шасси осталось от предыдущего поколения.
Комплектация LTZ была представлена в 1996 году в качестве замены Impala SS и Caprice. В стандартную комплектацию входили 16-дюймовые алюминиевые колёсные диски, шины blackwall radial sport и «спортивная» подвеска. В разное время автомобиль оснащался 3,1-литровым шестицилиндровым двигателем мощностью 119 кВт (160 л. с.) и крутящим моментом 251 Н⋅м или же 3,4-литровым шестицилиндровым двигателем мощностью 160 кВт (215 л. с.) и крутящим моментом 305 Н⋅м. Несмотря на увеличенный крутящий момент, у 3,8-литрового двигателя время разгона до 97 км/ч составило 7,5 секунд. Максимальная скорость ограничена карпьютером до 172 км/ч, а красная зона действует с 5800 об/мин.
В 1997 году Lumina получил подушки безопасности. В 1999 году продажи Chevrolet Lumina завершились в Канаде, а годом позднее — в США. Последний Chevrolet Lumina сошёл с конвейера 26 апреля 2001 года. В некоторых азиатских странах название Chevrolet Lumina присваивалось модели Buick Century/Regal c 2005 по 2006 год.

## Комплектации
- Base (1995—2001)
- LS (1995—1999)
- LTZ (1997—1999)

## Двигатели
- 1995—1999 3.1 L L82 V6
- 1995—1997 3.4 L LQ1 DOHC V6
- 1998—1999 3.8 L L36 V6
- 2000—2001 3.1 L LG8 V6

## Продажи
| Год   | Всего     | LQ1    | L36    |
| ----- | --------- | ------ | ------ |
| 1995  | 264,688   | 15,998 | Н/Д    |
| 1996  | 224,553   | 2,054  | Н/Д    |
| 1997  | 234,626   | 7      | Н/Д    |
| 1998  | 208,627   | Н/Д    | 16,679 |
| 1999  | 139,098   | Н/Д    | 13,869 |
| 2000  | 37,493    | Н/Д    | Н/Д    |
| 2001  | 42,803    | Н/Д    | Н/Д    |
| Всего | 1,151,888 |        |        |

## Галерея
- 1995 Chevrolet Lumina LS
- Chevrolet Lumina LTZ